# Языковая картина мира
Языкова́я карти́на ми́ра — исторически сложившаяся в обыденном сознании данного языкового коллектива и отражённая в языке совокупность представлений о мире, определённый способ восприятия и устройства мира, концептуализации действительности. Считается, что каждому естественному языку соответствует уникальная языковая картина мира. Термин «наивная картина мира» у Ю. Д. Апресяна является аналогом этого понятия, так как наивные знания (наивная геометрия, наивная физика пространства и времени и т. п.) извлекаются именно из единиц языка. Это же понятие Э. Бах обозначил термином англ. natural language metaphysics.

## История понятия
Понятие языковой картины мира восходит, с одной стороны, к идеям В. фон Гумбольдта и неогумбольдтианцев (Л. Вайсгербер и др.) о внутренней форме языка, а с другой стороны — к идеям американской этнолингвистики, в частности, так называемой гипотезе лингвистической относительности Сепира-Уорфа.
Понятие «языковая картина мира» было введено в научную терминологическую систему Л. Вайсгербером. Основными характеристиками языковой картины мира, которыми её наделяет автор, являются следующие:
- языковая картина мира — это система всех возможных содержаний: духовных, определяющих своеобразие культуры и менталитета данной языковой общности, и языковых, обусловливающих существование и функционирование самого языка;
- языковая картина мира, с одной стороны, есть следствие исторического развития этноса и языка, а с другой стороны, является причиной своеобразного пути их дальнейшего развития;
- языковая картина мира чётко структурирована и в языковом выражении является многоуровневой. Она определяет особый набор звуков и звуковых сочетаний, особенности строения артикуляционного аппарата носителей языка, просодические характеристики речи, словарный состав, словообразовательные возможности языка и синтаксис словосочетаний и предложений, а также паремиологический багаж;
- языковая картина мира изменчива во времени;
- языковая картина мира создает однородность языковой сущности, способствуя закреплению языкового и культурного своеобразия в видении мира и его обозначения средствами языка;
- языковая картина мира существует в однородном своеобразном самосознании языковой общности и передается последующим поколениям через мировоззрение, правила поведения, образ жизни, запечатлённые средствами языка;
- картина мира какого-либо языка является его преобразующей силой, формирующей представление об окружающем мире через язык как «промежуточный мир» у носителей этого языка;
- языковая картина мира конкретной языковой общности — это её общекультурное достояние.

## Современный статус
В последние годы языковая картина мира стала одной из наиболее актуальных тем российского языкознания.
Языковую картину мира определяют следующим образом:
- представление о действительности, отраженное в языковых знаках и их значениях — языковое членение мира, языковое упорядочение предметов и явлений, заложенная в системных значениях слов информация о мире[6];
- результат отражения объективного мира обыденным (языковым) сознанием того или иного языкового сообщества[7].

Утверждается, что совокупность представлений о мире, заключённых в значении разных слов и выражений данного языка, складывается в некую единую систему взглядов, или предписаний (например, хорошо, если другие люди знают, что́ человек чувствует), и навязывается в качестве обязательной всем носителям языка, потому что представления, формирующие картину мира, входят в значения слов в неявном виде. Пользуясь словами, содержащими неявные смыслы, человек, сам того не замечая, принимает и заключённый в них взгляд на мир. Напротив, те смысловые компоненты, которые входят в значение слов и выражений в форме непосредственных утверждений, могут быть предметом спора между разными носителями языка и тем самым не входят в тот общий фонд представлений, который формирует языковую картину мира. Так, из русской пословицы Любовь зла, полюбишь и козла нельзя сделать никаких выводов о месте любви в русской языковой картине мира: можно говорить лишь о том, что козёл предстает в ней как малосимпатичное существо.
Согласно О. А. Корнилову, в современной лингвистике можно выделить два подхода к языковой картине мира: «объективистский» и «субъективистский». Первый из них предполагает, что при образовании картины мира язык выступает не демиургом этой картины, а лишь формой выражения понятийного (мыслительно-абстрактного) содержания, добытого человеком в процессе своей деятельности (теории и практики). Таким образом, языковая картина мира «привязывается» к объективному миру через постулирование её стремления максимально точно, адекватно отразить объективную реальность.
Согласно второму, «субъективистскому» подходу, языковая картина мира — это отражённый в языке вторичный мир, являющийся результатом преломления в человеческом сознании объективного мира. Обыденный язык творит языковую картину мира, в которой отражаются и фиксируются не только знания о мире, но и заблуждения, ощущения относительно мира, его оценки, фантазии и мечты о мире. Такое понимание сущности языковой картины мира не требует от неё объективности.
По мнению В. Н. Телия, языковая картина мира — это неизбежный для мыслительно-языковой деятельности продукт сознания, возникающий в результате взаимодействия мышления, действительности и языка как средства выражения мыслей о мире в актах коммуникации. Метафора является одним из наиболее продуктивных средств формирования вторичных наименований в создании языковой картины мира.
Отмечается, что языковая картина мира отражает состояния восприятия действительности, сложившиеся в прошлые периоды развития языка в обществе. Вместе с тем языковая картина мира изменяется со временем, и её изменения — это отражение изменяющегося мира, появление новых реалий, а не стремление к идентичности с научной картиной мира.

## Типология языковых картин мира
Языковая картина мира вообще является абстракцией. Реально существуют и могут анализироваться лишь языковые картины мира конкретных национальных языков — национальные языковые картины мира.
Результатом отражения объективного мира обыденным (языковым) сознанием отдельного человека является индивидуальная национальная картина мира. Также общенациональной языковой картине мира противопоставляются языковые картины мира, ограниченные социальной сферой — территориально (диалекты, говоры) и профессионально (подъязыки наук и ремесел).